# Elezioni comunali in Liguria del 2025
Le elezioni comunali in Liguria del 2025 si sono tenute il 25 e 26 maggio (con ballottaggio l'8 e 9 giugno).

## Riepilogo sindaci eletti
| Provincia | Comune | Sindaco uscente | Sindaco uscente                     | Sindaco eletto | Sindaco eletto      | Primo turno | Primo turno | Secondo turno | Secondo turno | Seggi   |
| Provincia | Comune | Sindaco uscente | Sindaco uscente                     | Sindaco eletto | Sindaco eletto      | Voti        | %           | Voti          | %             | Seggi   |
| --------- | ------ | --------------- | ----------------------------------- | -------------- | ------------------- | ----------- | ----------- | ------------- | ------------- | ------- |
| Genova    | Genova |                 | Pietro Piciocchi (vicesindaco f.f.) |                | Silvia Salis (Ind.) | 124.720     | 51,48       | —             | —             | 24 / 40 |

## Città Metropolitana di Genova

### Genova
|                                      | Silvia Salis ✔️ Sindaco | 124 720 | 51,48 | Partito Democratico                                                            | 65 960  | 29,06 | 14 |  |  |
| Silvia Salis Sindaca                 | Silvia Salis ✔️ Sindaco | 124 720 | 51,48 | 18 853                                                                         | 8,31    | 4     |    |  |  |
| Alleanza Verdi e Sinistra            | Silvia Salis ✔️ Sindaco | 124 720 | 51,48 | 15 705                                                                         | 6,92    | 3     |    |  |  |
| Movimento 5 Stelle                   | Silvia Salis ✔️ Sindaco | 124 720 | 51,48 | 11 583                                                                         | 5,10    | 2     |    |  |  |
| Riformiamo Genova con Silvia Salis   | Silvia Salis ✔️ Sindaco | 124 720 | 51,48 | 5 405                                                                          | 2,38    | 1     |    |  |  |
|                                      | Pietro Piciocchi        | 107 091 | 44,20 | Fratelli d'Italia                                                              | 28 234  | 12,44 | 5  |  |  |
| Vince Genova                         | Pietro Piciocchi        | 107 091 | 44,20 | 24 237                                                                         | 10,68   | 4     |    |  |  |
| Noi Moderati - Bucci Orgoglio Genova | Pietro Piciocchi        | 107 091 | 44,20 | 17 806                                                                         | 7,84    | 3     |    |  |  |
| Lega                                 | Pietro Piciocchi        | 107 091 | 44,20 | 15 757                                                                         | 6,94    | 2     |    |  |  |
| Forza Italia                         | Pietro Piciocchi        | 107 091 | 44,20 | 8 589                                                                          | 3,78    | 1     |    |  |  |
| Nuovo PSI - DC                       | Pietro Piciocchi        | 107 091 | 44,20 | 3 752                                                                          | 1,65    | –     |    |  |  |
| Unione di Centro                     | Pietro Piciocchi        | 107 091 | 44,20 | 1 189                                                                          | 0,52    | –     |    |  |  |
|                                      | Mattia Crucioli         | 3 502   | 1,45  | Uniti per la Costituzione                                                      | 3 382   | 1,49  | –  |  |  |
|                                      | Antonella Marras        | 3 131   | 1,29  | Sinistra Alternativa (PCI - Rifondazione Comunista - Sinistra Anticapitalista) | 2 954   | 1,30  | –  |  |  |
|                                      | Francesco Toscano       | 1 917   | 0,79  | Democrazia Sovrana Popolare                                                    | 1 834   | 0,81  | –  |  |  |
|                                      | Raffaella Gualco        | 1 248   | 0,52  | Genova Unita                                                                   | 1 138   | 0,50  | –  |  |  |
|                                      | Cinzia Ronzitti         | 651     | 0,27  | Partito Comunista dei Lavoratori                                               | 619     | 0,27  | –  |  |  |
| Totale                               | Totale                  | 242 260 | 100   |                                                                                | 226 997 | 100   | 40 |  |  |
|                                      |                         |         |       |                                                                                |         |       |    |  |  |
| Fonte: genova24.it                   |                         |         |       |                                                                                |         |       |    |  |  |

1. ↑  Include candidati di PSI e Possibile
2. ↑  Include candidati di Linea Condivisa, Volt Europa[2] e del Partito Liberaldemocratico
3. ↑  Include candidati di Azione, DemoS, Italia Viva e +Europa[3]
4. ↑  Include candidati di Alternativa Popolare
5. ↑  Include candidati di Ancora Italia, Circolo Culturale Proletario, Contronarrazione, Demos, Nuovo Ordine Internazionalista, Popolo Unito, Giovani Genovesi e SiAmo[4]
6. ↑  La candidatura è sostenuta anche dalla lista indipendente di Marco Loconte[5]
7. ↑  Include candidati di Indipendenza!

#### Sondaggi
| Data                     | Istituto  | Committente | Campione | Margine di errore | Pietro Piciocchi | Silvia Salis | Silvia Salis | Silvia Salis | Mattia Crucioli | Antonella Marras | Francesco Toscano | Raffaella Gualco | Cinzia Ronzitti | Altri | Distacco |
| Data                     | Istituto  | Committente | Campione | Margine di errore | CDX              | CSX          | M5S          | C            | Mattia Crucioli | Antonella Marras | Francesco Toscano | Raffaella Gualco | Cinzia Ronzitti | Altri | Distacco |
| ------------------------ | --------- | ----------- | -------- | ----------------- | ---------------- | ------------ | ------------ | ------------ | --------------- | ---------------- | ----------------- | ---------------- | --------------- | ----- | -------- |
| 5-6 maggio 2025          | Tecnè     | Primocanale | 1000     | ±3,1              | 44,7             | 50,8         | 50,8         | 50,8         | 1               | 1,1              | 0,9               | 0,5              | 1               | –     | 6,1      |
| 24-29 aprile 2025        | Youtrend  | Telenord    | 807      | ±3,5              | 45,1             | 49,3         | 49,3         | 49,3         | 1               | 2,3              | –                 | 1,1              | –               | 1,2   | 4,2      |
| 31 marzo - 1 aprile 2025 | Tecnè     | Primocanale | 1000     | ±3,1              | 44,5             | 52           | 52           | 52           | 1,4             | –                | –                 | –                | –               | 2,1   | 7,5      |
| 27-30 marzo 2025         | Bidimedia | GenovaToday | 1000     | ±3,2              | 44,3             | 51,2         | 51,2         | 51,2         | 1,5             | 1                | 0,6               | –                | –               | 0,4   | 6,9      |

| Data                     | Istituto  | Committente | Campione | Margine di errore | Pietro Piciocchi | Silvia Salis | Silvia Salis | Silvia Salis | Distacco |
| Data                     | Istituto  | Committente | Campione | Margine di errore | CDX              | CSX          | M5S          | C            | Distacco |
| ------------------------ | --------- | ----------- | -------- | ----------------- | ---------------- | ------------ | ------------ | ------------ | -------- |
| 5-6 maggio 2025          | Tecnè     | Primocanale | 1000     | ±3,1              | 46,3             | 53,7         | 53,7         | 53,7         | 7,4      |
| 24-29 aprile 2025        | Youtrend  | Telenord    | 807      | ±3,5              | 46,6             | 53,4         | 53,4         | 53,4         | 6,8      |
| 31 marzo - 1 aprile 2025 | Tecnè     | Primocanale | 1000     | ±3,1              | 46               | 54           | 54           | 54           | 8        |
| 27-30 marzo 2025         | Bidimedia | GenovaToday | 1000     | ±3,2              | 46,2             | 53,8         | 53,8         | 53,8         | 7,6      |

### Orero
| Candidati | Candidati                 | Liste                        | Voti | %     | Seggi |
| --------- | ------------------------- | ---------------------------- | ---- | ----- | ----- |
|           | Rosa Cavagnaro ✔️ Sindaco | Vivere Orero                 | 166  | 52,20 | 7     |
|           | Carlo Guainazzo           | Insieme per Orero            | 150  | 47,17 | 3     |
|           | Dario Maccarone           | Movimento Democrazia Sociale | 1    | 0,31  | –     |
|           | Maria Remedios Bessi      | Fiamma Tricolore             | 1    | 0,31  | –     |
|           | Nicola Errichiello        | Progetto popolare            | 0    | 0,00  | –     |
| Totale    | Totale                    |                              | 318  | 100   | 10    |

1. ↑  Lista composta da persone non provenienti dal territorio[11]
2. ↑  Lista composta da persone non provenienti dal territorio
3. ↑  Lista composta da persone non provenienti dal territorio

### Rossiglione
| Candidati | Candidati               | Liste                            | Voti  | %      | Seggi |
| --------- | ----------------------- | -------------------------------- | ----- | ------ | ----- |
|           | Omar Peruzzo ✔️ Sindaco | Insieme per crescere Rossiglione | 1 139 | 100,00 | 9     |
| Totale    | Totale                  |                                  | 1 139 | 100    | 9     |

## Provincia di Imperia

### Vallecrosia
| Candidati | Candidati              | Liste               | Voti  | %     | Seggi |
| --------- | ---------------------- | ------------------- | ----- | ----- | ----- |
|           | Fabio Perri ✔️ Sindaco | La tua Vallecrosia  | 1 561 | 52,56 | 8     |
|           | Marilena Piardi        | Cittadini in comune | 1 409 | 47,44 | 4     |
| Totale    | Totale                 |                     | 2 970 | 100   | 12    |

## Provincia di Savona

### Sassello
| Candidati | Candidati                    | Liste                     | Voti | %      | Seggi |
| --------- | ---------------------------- | ------------------------- | ---- | ------ | ----- |
|           | Gian Marco Scasso ✔️ Sindaco | La Nuova Via per Sassello | 787  | 100,00 | 10    |
| Totale    | Totale                       |                           | 787  | 100    | 10    |